# Alfie Allen
Alfie Allen (sinh ngày 12 tháng 9 năm 1986) là một nam diễn viên người Anh.